# Connie Fogal
Constance (Connie) Fogal, född 1940, är en före detta ledare för det kanadensiska partiet Canadian Action Party. Hon har tidigare arbetat som jurist och lärare, och är bosatt i Vancouver i British Columbia, där hennes framlidne make Harry Rankin länge verkade som progressiv i kommunfullmäktige. Fogal är antiglobaliseringsaktivist och var motståndare till OECD:s Multilateral Agreement on Investment och North American Free Trade Agreement. Hon har också varit aktiv inom "Canadian Liberty Committee".
I valet 1997, där hon ställde upp i valdistriktet Vancouver Centre, fick hon 528 röster, och kom därmed sjua efter liberalernas Hedy Fry. I valet 2000 ställde hon upp i distriktet Vancouver Kingsway och fick 1 200 röster, vilket gav henne en femteplats, efter liberalernas Sophia Leung. I valet 2004 var hon slutligen kandidat för partiet i Vancouver Quadra, och fick då 165 röster. Den 6 maj 2008 kungjorde Fogal sin avsikt att avgå som partiledare. Hennes ersättare var tänkt att väljas på ett partikonvent i Ottawa i augusti 2008, men frågan bordlades och Fogal gick med på att agera som tillförordnad partiledare till dess att en ersättare utsetts. I november utsågs Andrew J. Moulden till ny partiledare.